# Landkreis Vorpommern-Rügen
Landkreis Vorpommern-Rügen – niemiecki powiat leżący w północno-wschodniej części landu Meklemburgia-Pomorze Przednie. Został utworzony na mocy reformy administracyjnej Meklemburgii-Pomorza Przedniego 4 września 2011 r. z dotychczasowych powiatów Nordvorpommern, Rügen i miasta na prawach powiatu Stralsund.

## Podział administracyjny
W skład powiatu wchodzi:
- osiem gmin (niem. amtsfreie Gemeinde)
- dwanaście związków gmin (niem. Amt)

Gminy:
| Lp. | Nazwa gminy | Ludność (31 grudnia 2018) | Powierzchnia km² |
| --- | ----------- | ------------------------- | ---------------- |
| 1   | Binz        | 5.397                     | 25,22            |
| 2   | Grimmen     | 9.572                     | 50,29            |
| 3   | Marlow      | 4.563                     | 139,81           |
| 4   | Putbus      | 4.364                     | 66,60            |
| 5   | Sassnitz    | 9.320                     | 46,45            |
| 6   | Stralsund   | 59.421                    | 54,07            |
| 7   | Süderholz   | 3.991                     | 148,96           |
| 8   | Zingst      | 3.089                     | 50,34            |

Związki gmin:
| Lp. | Nazwa związku         | Ludność (31 grudnia 2018) | Powierzchnia km² | Liczba gmin |
| --- | --------------------- | ------------------------- | ---------------- | ----------- |
| 1   | Altenpleen            | 7.403                     | 121,39           | 6           |
| 2   | Barth                 | 15.097                    | 241,96           | 10          |
| 3   | Bergen auf Rügen      | 20.321                    | 303,28           | 11          |
| 4   | Darß/Fischland        | 6.594                     | 122,19           | 6           |
| 5   | Franzburg-Richtenberg | 7.723                     | 305,20           | 10          |
| 6   | Miltzow               | 6.929                     | 228,73           | 3           |
| 7   | Mönchgut-Granitz      | 7.215                     | 84,06            | 6           |
| 8   | Niepars               | 9.559                     | 185,69           | 8           |
| 9   | Nord-Rügen            | 7.742                     | 161,10           | 8           |
| 10  | Recknitz-Trebeltal    | 8.662                     | 340,25           | 10          |
| 11  | Ribnitz-Damgarten     | 18.232                    | 236,74           | 4           |
| 12  | West-Rügen            | 9.490                     | 288,81           | 11          |